# Vuelta al Besaya
La Vuelta al Besaya es una carrera ciclista por etapas de categoría júnior (16 a 18 años) que se disputa en el mes de junio en España, en la región de Cantabria. El inicio de la primera etapa, y el final de su última etapa, siempre se celebra en la localidad cántabra de Los Corrales de Buelna.
Desde 2016 también se organiza un evento para ciclistas cadetes (de 14 a 16 años).

## Palmarés

### Junior
| Año  | Ganador                     | Segundo              | Tercero                  |
| ---- | --------------------------- | -------------------- | ------------------------ |
| 1987 | José Manuel Uria            | Ignacio Piñera       | José Ángel Vidal         |
| 1988 | Miguel Ángel Sánchez García | Ignacio Piñera       | Juan Manuel Escudero     |
| 1989 | Marcos Serrano              | Borja Izkara         | Javier Pascual Llorente  |
| 1990 | José Manuel Movellan        | Denis Kassimtsev     | Agustín Ares             |
| 1991 | Denis Kassimtsev            | Dirk Müller          | Antonio Suárez           |
| 1992 | Juan Cetulio                | Roberto Heras        | Francisco M. Auvay       |
| 1993 | David Bernabéu              | Carlos Robles        | Alberto Ibáñez           |
| 1994 | Nacor Burgos                | Luis A. Delgado      | Enrique Exposito         |
| 1995 | Christian Lorenz            | Saúl Barrigón        | Frank Botzem             |
| 1996 | Hugo Carrio                 | David Muñoz          | Carlos Redondo           |
| 1997 | Sebastian Lang              | Benjamín Noval       | Diego González           |
| 1998 | Sérgio Paulinho             | Torsten Hiekmann     | Patrik Sinkewitz         |
| 1999 | David de la Fuente          | Irakli Abramyan      | José Alberto Benítez     |
| 2000 | Antonio Olmo                | Didac Ortega         | Aitor Hernández          |
| 2001 | Luis León Sánchez           | David Muntaner       | Oleksandr Kvachuk        |
| 2002 | Mikhail Ignatiev            | Nikolay Trusov       | Anton Mindlin            |
| 2003 | José Joaquín Rojas          | Víctor Rodríguez     | David Abal               |
| 2004 | David Abal                  | Thomas De Gendt      | Alexander Maul           |
| 2005 | Florentino Márquez          | Alberto Ramos        | Pablo Martín             |
| 2006 | Joris Wagemans              | Jan Van Eepoel       | Yaroslav Malaxov         |
| 2007 | Víctor Cabedo               | Dominik Eberle       | Miguel Ángel Lucena      |
| 2008 | Miguel Ángel Lucena         | Jordi Simón          | Ramón Domene             |
| 2009 | Ibai Salas                  | Shaun-Nick Bester    | David Diañez             |
| 2010 | Bob Jungels                 | Evgeny Shalunov      | Kirill Sveshnikov        |
| 2011 | Alexey Rybalkin             | Alexander Rybakov    | Evgeny Zateshilov        |
| 2012 | Cristián Rodríguez          | David Casillas       | Iván García Cortina      |
| 2013 | Cristián Rodríguez          | Álvaro Cuadros       | Christofer Jurado        |
| 2014 | Jorge Iván Gómez            | Diego Pablo Sevilla  | Miguel Ángel Ballesteros |
| 2015 | Jhonatan Narváez            | Juan Pedro López     | Joan Ruiz                |
| 2016 | Daniel Viegas               | Íñigo Elosegui       | João Almeida             |
| 2017 | Eugenio Sánchez             | Rafael Pineda        | Abner González           |
| 2018 | Alex Martín                 | Carlos Rodríguez     | Sinuhé Fernández         |
| 2019 | Carlos Rodríguez            | Juan Ayuso           | Raúl García Pierna       |
| 2020 | Arnau Gilabert              | Juan Ayuso           | Sergio Gutiérrez Vargas  |
| 2021 | António Morgado             | Brayan Molano        | Lucas Lopes              |
| 2022 | António Morgado             | Nil Aguilera         | Nil Gimeno               |
| 2023 | Jasper Schoofs              | Gibbe Staes          | Aless De Bock            |
| 2024 | Adrià Pericas               | Senna Remijn         | Jasper Schoofs           |
| 2025 | Benjamín Noval              | Maksymilian Matyasik | Jort Dockx               |

### Palmarés por países
| País       | Victorias |
| ---------- | --------- |
| España     | 25        |
| Portugal   | 4         |
| Rusia      | 3         |
| Alemania   | 2         |
| Bélgica    | 2         |
| Luxemburgo | 1         |
| Colombia   | 1         |
| Ecuador    | 1         |

### Cadetes
| Año   | Ganador          | Segundo         | Tercero            |
| ----- | ---------------- | --------------- | ------------------ |
| 2016, | Carlos Rodríguez | Jon Barrenetxea | Fernando Álvarez   |
| 2017  | Carlos Rodríguez | Pablo Gutiérrez | Alejandro Piquero  |
| 2018  | Juan Ayuso       | Adrián Requena  | Francesc Bennassar |
| 2019  | no se disputó    | no se disputó   | no se disputó      |
| 2020  | Abel Odón Rosado | Lucas Guillermo | Joel Díaz Ibáñez   |